# Kingpin (seriefigur)
Kingpin (Wilson Fisk) är en seriefigur i Marvels universum som skapades av författaren Stan Lee och tecknaren John Romita, Sr. Han gjorde sin första medverkande i The Amazing Spider-Man #50 (juli 1967). Kingpin var från början huvudsakligen en av Spider-Mans fiender, men han dyker även upp i andra serier, såsom i Daredevil, Punisher, Captain America och Hawkeye. Kingpin har på senare tid blivit Daredevils ärkefiende.
Han har porträtterats av John Rhys-Davies i filmen The Trial of the Incredible Hulk från 1989, Michael Clarke Duncan i filmen Daredevil från 2003, Vincent D'Onofrio i serien Daredevil och Hawkeye.

## Fiktiv biografi
Wilson Fisk börjar sin barndom i New York City som fattig och mobbad på grund av sin vikt. Fisk börjar träna i kampsport, och använder sin nyfunna styrka för tvinga sina mobbare att gå med i hans gäng. Han blir så småningom upptäckt av brottskungen Don Rigoletto och blir dennes högra hand. Fisk dödar dock Rigoletto och tar över hans kriminella imperium, och blir därmed en av de mäktigaste figurerna i undre världen.
Medan Kingpin etablerar sin position får han mäktiga fiender såsom brottsorganisationen Maggia och terrorgruppen HYDRA. De två grupperna slår sig samman för att opponera sig mot Fisk, vilket får honom att fly till Japan. Där börjar han arbeta som kryddhandlare för att återfå sin rikedom. Efter att ha tjänat tillräckligt med pengar återvänder han till New York och bildar ett gäng i ett försök att slå ut Maggia. Fisk lyckas återta sin kontroll.
Fisk försöker skapa en koalition av New Yorks gangstrar efter att ha hört att Spider-Man uppenbarligen hade gått under jorden, och beordrade kidnappningen av J. Jonah Jameson, men omkullkastades av Spider-Man i sin första konfrontation med nätslungaren.
Medan Fisk är en mäktig brottskung framställer han sig själv som en legitim affärsman, som gjort donationer till välgörenhetsorganisationer. Han träffar så småningom en kvinna vid namn Vanessa, med vilken han gifter sig och får sonen Richard Fisk. Vanessa var omedveten om att Fisk var en brottsling när hon gifte sig med honom, och när hon får reda på hans hemlighet hotar hon att lämna honom om han inte ger upp sitt brottsliga liv. På sin frus begäran slutar han begå brott, och familjen flyttar tillbaka till Japan. Han försöker utan framgång att döda Spider-Man ännu en gång innan detta.
För att slutföra sin reformation går Kingpin med på att överlämna sina filer till myndigheterna. Hans fru Vanessa blir sedan kidnappad. Efter att ha bevittnat sin skenbart döda fru återvänder Fisk till kriminalitet. Han återfår kontrollen över New York. Kingpin får även Bullseyes lojalitet genom att utlova fast arbete. Filerna blir sedan beslagtagna av Daredevil. Därefter byggs Kingpins och Daredevils fiendskap upp.

## Krafter och förmågor
Kingpin är enastående snabb, stark och mästare i kampsport, trots hans till synes rundlagda fysik. Han har visat sig vara stark nog att kasta människor över ett rum, slita lemmar från människor (demonstrerat under ett handslag), krossa en människoskalle med sina bara händer, lämna avtryck i betongväggar efter att ha slagit i dem och även krossa en av Spider-Mans nätskjutare utan någon större ansträngning. Vad som verkar vara fetma är i själva verket enorm muskelmassa. Han är oerhört skicklig i närstrid, särskilt i sumobrottning. Hans signaturattack är björnkramen, som är tillräckligt stark för att kväva extraordinära hjältar såsom Spider-Man och Captain America.
Fisk bär ibland en diamantprydd käpp som kan avfyra en laserstråle eller sömngas. Han är även mycket rik och intelligent.

## I andra medier

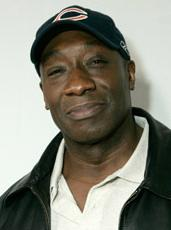
Michael Clarke Duncan spelade Kingpin i filmen Daredevil.

- Kingpin medverkar i 1967 års TV-serie av Spindelmannen, och dyker upp i avsnitten "King Pinned" och "The Big Brainwasher", med engelskspråkig röst av Tom Harvey.

- Kingpin dyker upp i 1981 års TV-serie av Spindelmannen, med engelskspråkig röst av Stanley Jones. I avsnittet "Wrath of the Sub-Mariner" slår han temporärt sitt brottsliga imperium samman med Silvermane, Hammerhead och Caesar Ciceros. I "Return of the Kingpin" utför hans hantlangare en heist mot Spindelmannen.

- Hans största medverkan förekommer i 1994 års TV-serie av Spindelmannen med engelsk röst av Roscoe Lee Browne och på svenska av Gunnar Ernblad. Han har där sitt högkvarter i Chrysler Building. I denna serie nämner han att endast 2 % av hans kroppsvikt är fetma och att hans kropp består av 160 kilo muskler. Kingpin fungerar som seriens huvudskurk, som bland annat låg bakom byggandet av de tre Spider-Slayers och organiseringen av superskurkgruppen Insidious Six (Sinister Six). Han befinner sig även i ett gängkrig med andra skurkar, såsom Silvermane.

- Han medverkar i 2003 års filmatisering av Daredevil, där han spelades av Michael Clarke Duncan. I filmen tros Kingpin vara en kraftigt byggd företagsledare, men i själva verket är att han personen som ligger bakom den organiserade brottsligheten. Duncan skrev på för rollen i januari 2002, även om han hade bestämt sig långt tidigare. När Duncan efterfrågades rollen vägde han 130 kilo. Producenterna ville att han skulle lägga på sig ytterligare 18 kilo inför rollen för att han skulle passa bättre in på Kingpins fysik. För att göra detta skulle han lyfta vikter i 30 minuter om dagen, samt äta vad han ville.

- Han medverkar i TV-serien med Daredevil, där han spelas av Vincent D’Onofrio.